# シチズン・オブ・ザ・イヤー
シチズン・オブ・ザ・イヤーは、シチズンホールディングスが地域社会の発展等に寄与した個人や団体に対して、その功績を讃えて贈る賞である。

## 概要
シチズン・オブ・ザ・イヤーは、1990年創設。シチズン時計が、社名に「CITIZEN」すなわち市民を掲げることから、同賞は、日本人だけでなく、日本に居住する外国人で、社会貢献・国際貢献・人命救助・環境保護・自己表現などで顕著な功績があった個人や団体（＝市民）に対して、毎年 選考して贈られる。

## 選考方法
シチズンの事務局が、1月から12月までの日刊紙の全国紙と地方紙（北海道新聞・河北新報・東京新聞・中日新聞・西日本新聞）の記事の中から、個人や団体を候補として3つの関係者を選ぶことになっている。全国紙5社は各1人が選考委員として参加している。

## 選考委員
- 武内陶子（フリーアナウンサー、元NHKアナウンサー）
- 佐藤敬一 (毎日新聞社 社会部長)
- サヘル・ローズ（俳優、人権活動家）
- 延与光貞（朝日新聞社 社会部長）
- 竹原興（読売新聞社 社会部長）
- 益子直美（スポーツコメンテーター）
- 酒井潤（産経新聞社 社会部長）
- 尾崎実（日本経済新聞社 社会部長）

※太字は選考委員長である。
※2024年度の選考委員である。